# Joachim Eilers
Joachim Eilers (Colónia, 2 de abril de 1990) é um desportista alemão que compete no ciclismo na modalidade de pista, especialista nas provas de velocidade, keirin e contrarrelógio.
Ganhou 7 medalhas no Campeonato Mundial de Ciclismo em Pista entre os anos 2013 e 2016, e 11 medalhas no Campeonato Europeu de Ciclismo em Pista entre os anos 2012 e 2018.
Participou nos Jogos Olímpicos de Verão de 2016, ocupando o 4.º lugar na prova de keirin e o 5.º lugar em velocidade individual e em velocidade por equipas.

## Medalheiro internacional
| Campeonato Mundial | Campeonato Mundial      | Campeonato Mundial | Campeonato Mundial     |
| Ano                | Lugar                   | Medalha            | Competição             |
| ------------------ | ----------------------- | ------------------ | ---------------------- |
| 2013               | Minsk ( Bielorrússia)   | Medalha de bronze  | 1 km contrarrelógio    |
| 2014               | Cali ( Colômbia)        | Medalha de prata   | 1 km contrarrelógio    |
| 2015               | Saint-Quentin ( França) | Medalha de prata   | 1 km contrarrelógio    |
| 2015               | Saint-Quentin ( França) | Medalha de bronze  | Velocidade por equipas |
| 2016               | Londres ( Reino Unido)  | Medalha de ouro    | Keirin                 |
| 2016               | Londres ( Reino Unido)  | Medalha de ouro    | 1 km contrarrelógio    |
| 2016               | Londres ( Reino Unido)  | Medalha de bronze  | Velocidade por equipas |
| Campeonato Europeu |                         |                    |                        |
| Ano                | Lugar                   | Medalha            | Competição             |
| 2012               | Panevėžys ( Lituânia)   | Medalha de ouro    | Velocidade por equipas |
| 2012               | Panevėžys ( Lituânia)   | Medalha de prata   | Keirin                 |
| 2014               | Baie-Mahault ( França)  | Medalha de ouro    | Velocidade por equipas |
| 2014               | Baie-Mahault ( França)  | Medalha de ouro    | Keirin                 |
| 2014               | Baie-Mahault ( França)  | Medalha de prata   | 1 km contrarrelógio    |
| 2015               | Grenchen ( Suíça )      | Medalha de prata   | 1 km contrarrelógio    |
| 2015               | Grenchen ( Suíça )      | Medalha de bronze  | Velocidade por equipas |
| 2017               | Berlim ( Alemanha)      | Medalha de prata   | Velocidade por equipas |
| 2017               | Berlim ( Alemanha)      | Medalha de prata   | 1 km contrarrelógio    |
| 2018               | Glasgow ( Reino Unido)  | Medalha de prata   | 1 km contrarrelógio    |
| 2018               | Glasgow ( Reino Unido)  | Medalha de bronze  | Velocidade por equipas |